# Fermín Cacho
Fermín Cacho Ruiz (* 16. února 1969, Ágreda) je bývalý španělský atlet, olympijský vítěz, dvojnásobný vicemistr světa a mistr Evropy v běhu na 1500 metrů.
Patřil mezi několik evropských běžců, kteří v devadesátých letech 20. století úspěšně soupeřili s africkými běžci. Jeho vítězství na olympiádě v Barceloně v roce 1992 vyplynulo mj. z pomaleji rozběhnutého finálového závodu, což zvýhodňovalo běžce s rychlým finišem, mezi které Cacho patřil.

## Osobní rekordy
Jeho čas 3:28,95 pod širým nebem ho řadí na sedmé místo v historických tabulkách a zároveň je držitelem evropského rekordu. Rychlejší časy zaběhli pouze Keňané Asbel Kipruto Kiprop a Noah Ngeny, Alžířan Noureddine Morceli a Američan s keňskými kořeny Bernard Lagat. Držitelem světového rekordu 3:26,00 je Maročan Hicham El Guerrouj od roku 1998.
- 1500 m (hala) – (3:35,29 - 28. února 1991, Sevilla)
- 1500 m (venku) – (3:28,95 - 13. srpen 1997, Curych)